# Aszpázia
Az Aszpázia görög eredetű női név, jelentése: kedvelt, szívesen látott.

## Gyakorisága
Az újszülötteknek adott nevek körében az 1990-es években szórványosan fordult elő. A 2000-es és a 2010-es években sem szerepelt a 100 leggyakrabban adott női név között.
A teljes népességre vonatkozóan az Aszpázia sem a 2000-es, sem a 2010-es években nem szerepelt a 100 leggyakrabban viselt női név között.

## Névnapok
- január 2.[2]
- december 29.[2]

## Híres Aszpáziák
Aszpaszia, Periklész szeretője